# Fontainebleau (Florida)
Fontainebleau (scritto anche Fountainebleau o Fountainbleau) è un census-designated place degli Stati Uniti d'America situato nella parte centrale della Contea di Miami-Dade dello Stato della Florida.
Secondo le stime del 2010, la città ha una popolazione di 59.764 abitanti su una superficie di 11,70 km².